# Chrysosoma tweedensis
Chrysosoma tweedensis är en tvåvingeart som beskrevs av Daniel J. Bickel 1994. Chrysosoma tweedensis ingår i släktet Chrysosoma och familjen styltflugor. Inga underarter finns listade i Catalogue of Life.